# Obszar ochrony ścisłej Bukowa Góra
Obszar ochrony ścisłej Bukowa Góra – leśny obszar ochrony ścisłej (biernej) w Roztoczańskim Parku Narodowym, położonym w województwie lubelskim, w powiecie zamojskim, w gminie Zwierzyniec, w rejonie Bukowej Góry. Zajmuje powierzchnię 135,32 ha.
Przed założeniem parku narodowego znajdował się tu rezerwat przyrody Bukowa Góra – utworzony w 1934, pierwszy w pełni chroniony obiekt przyrodniczy w Ordynacji Zamojskiej.
Obszar pokryty jest lasem o pierwotnym charakterze, ze składem gatunkowym i strukturą mało zmienioną działalnością człowieka. Ochroną objęto cenne drzewostany jodłowe i jodłowo-bukowe w składzie wyżynnego boru jodłowego oraz buczyny karpackiej.

## Szlak turystyczny
Przez obszar przebiega oznaczona kolorem zielonym ścieżka przyrodnicza na Bukową Górę, prowadząca z Ośrodka Edukacyjno-Muzealnego Roztoczańskiego Parku Narodowego w Zwierzyńcu do Soch.

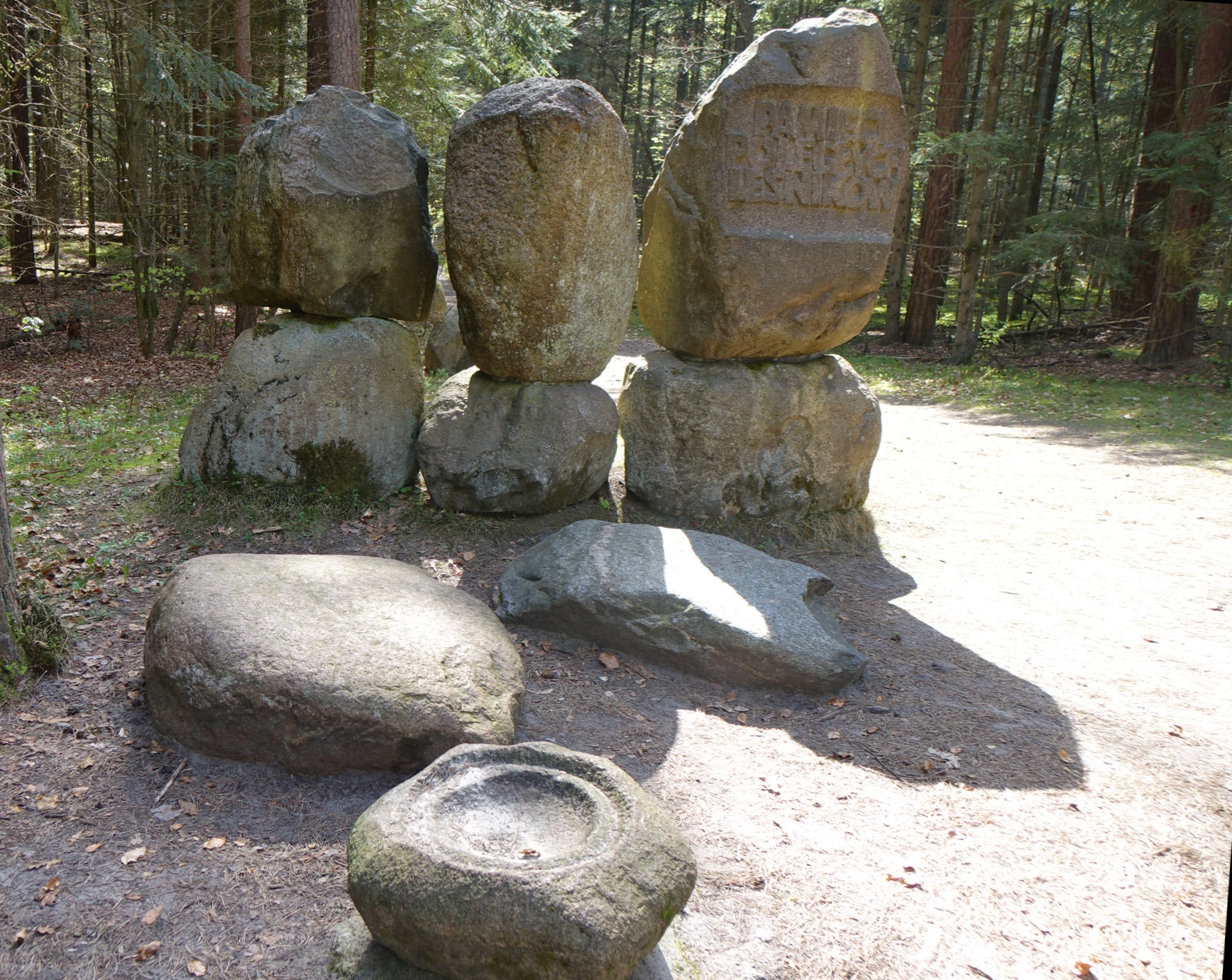
Pomnik leśników
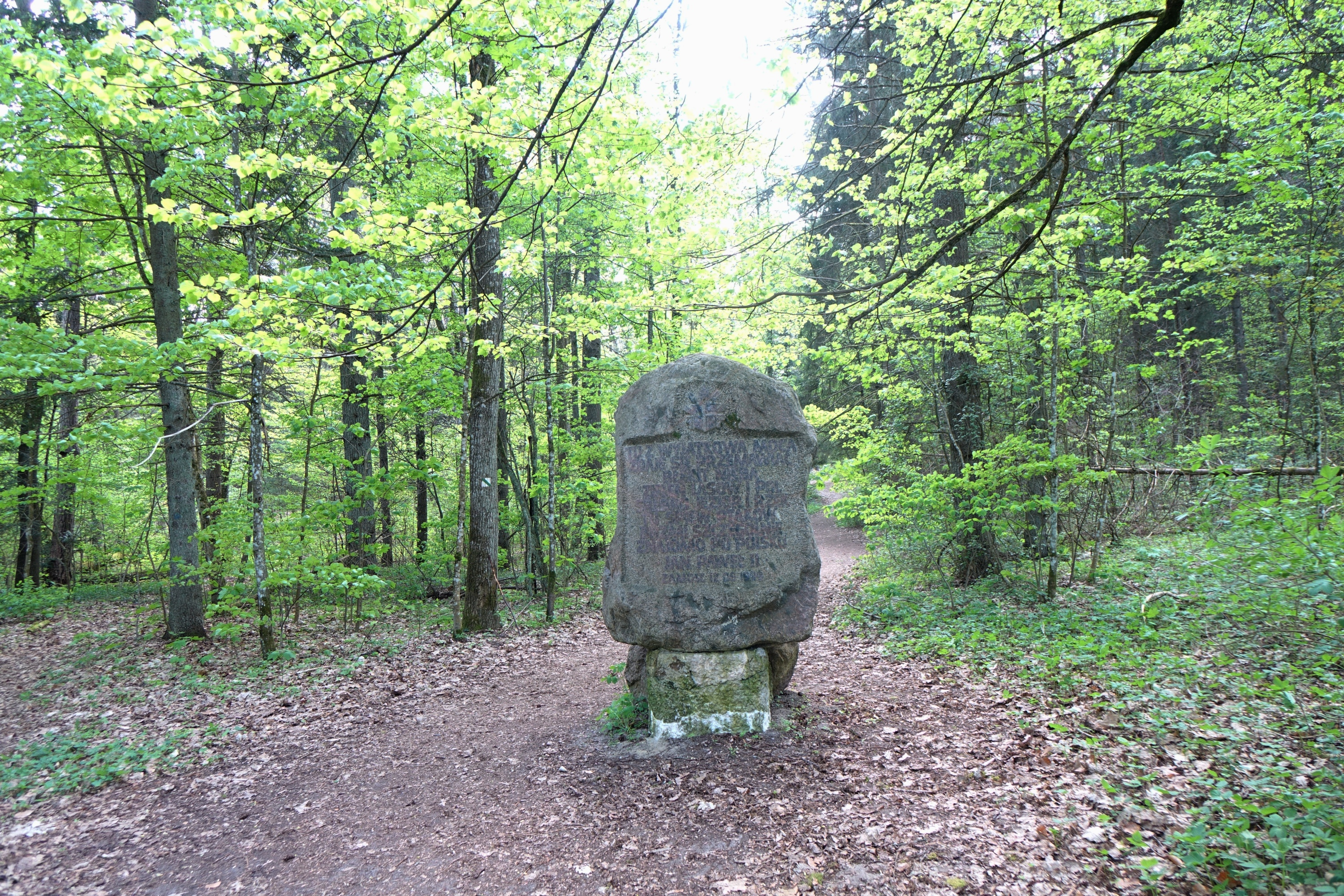
Kamień papieski
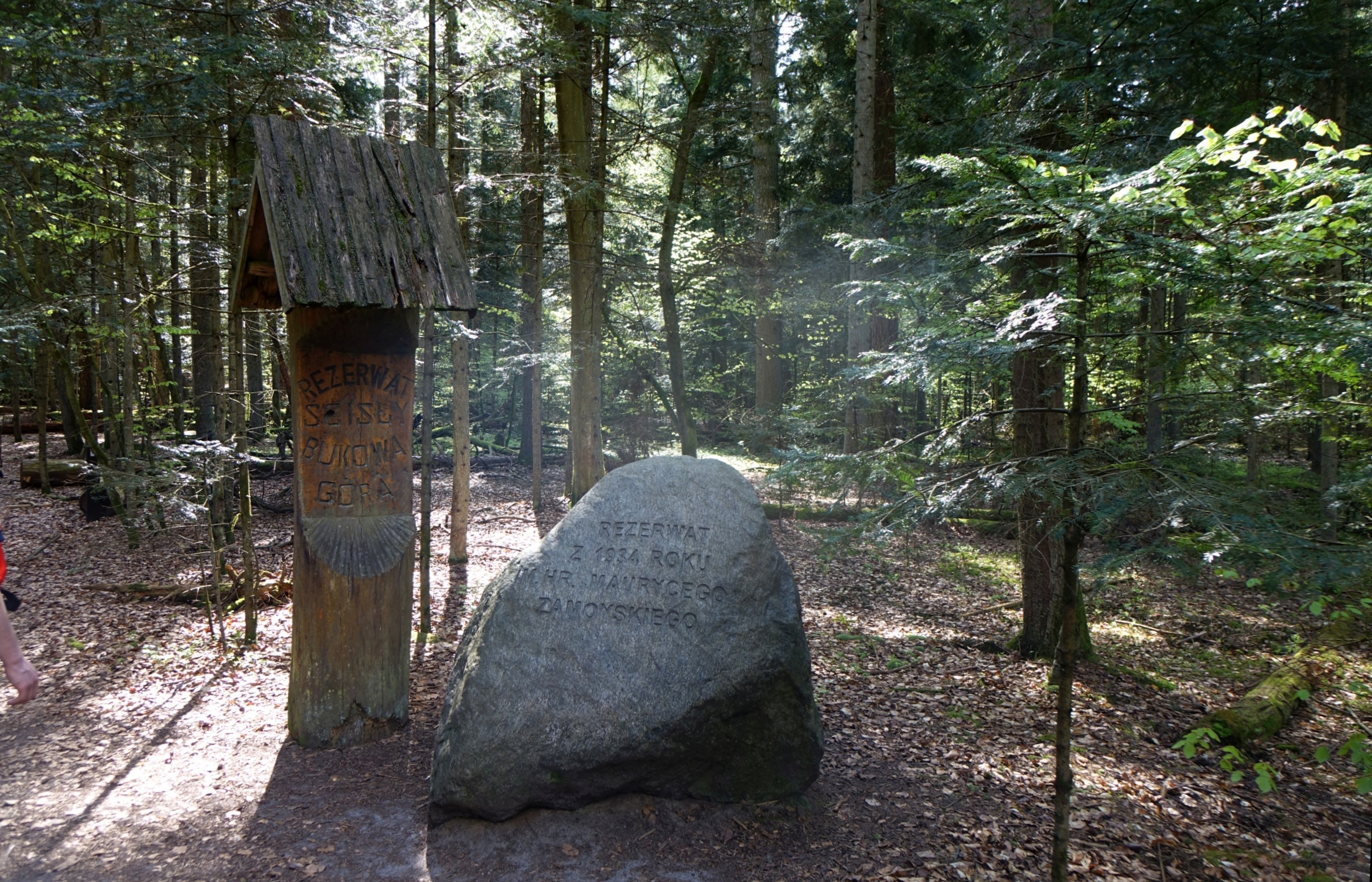
Wejście do rezerwatu
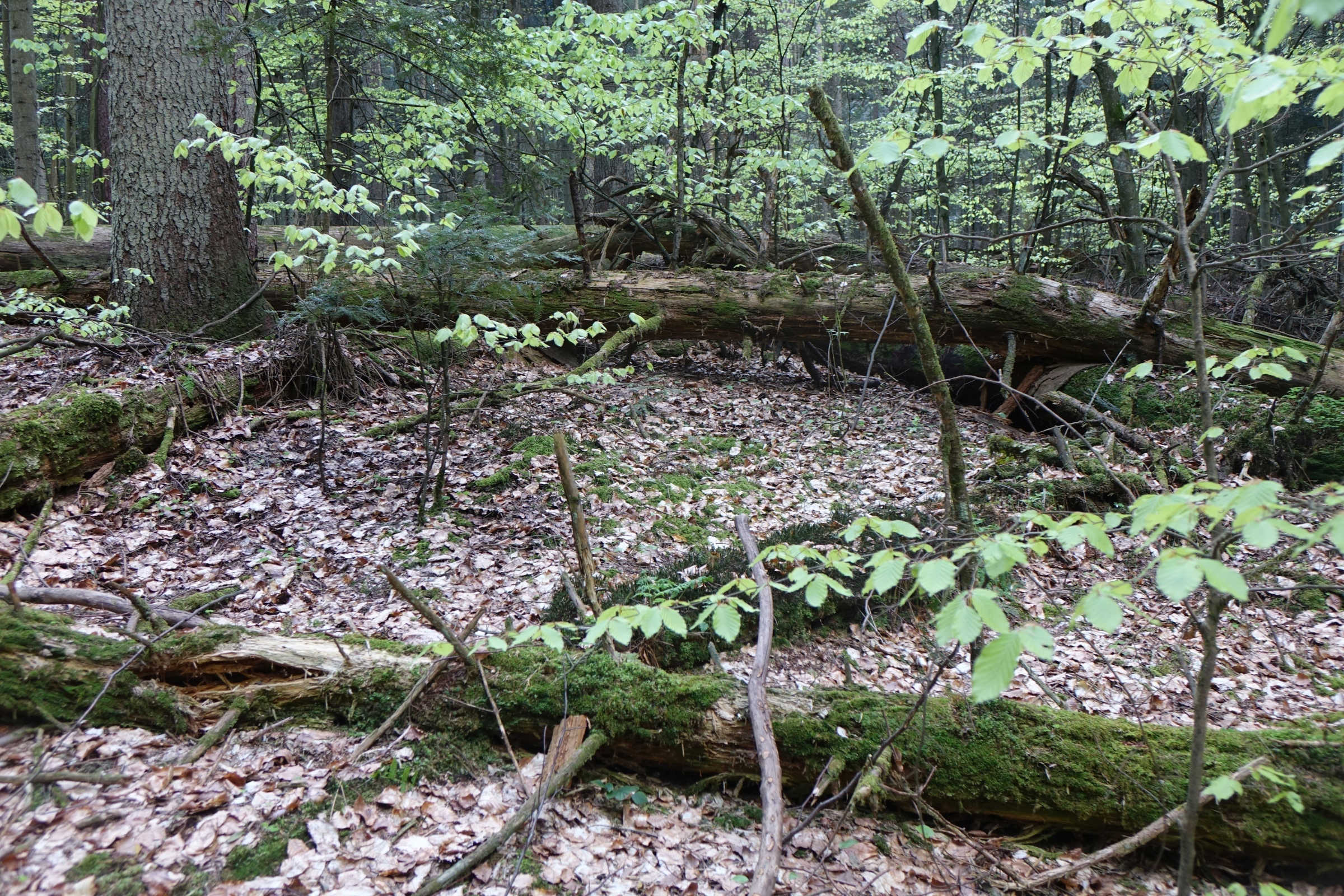
Fragment obszaru
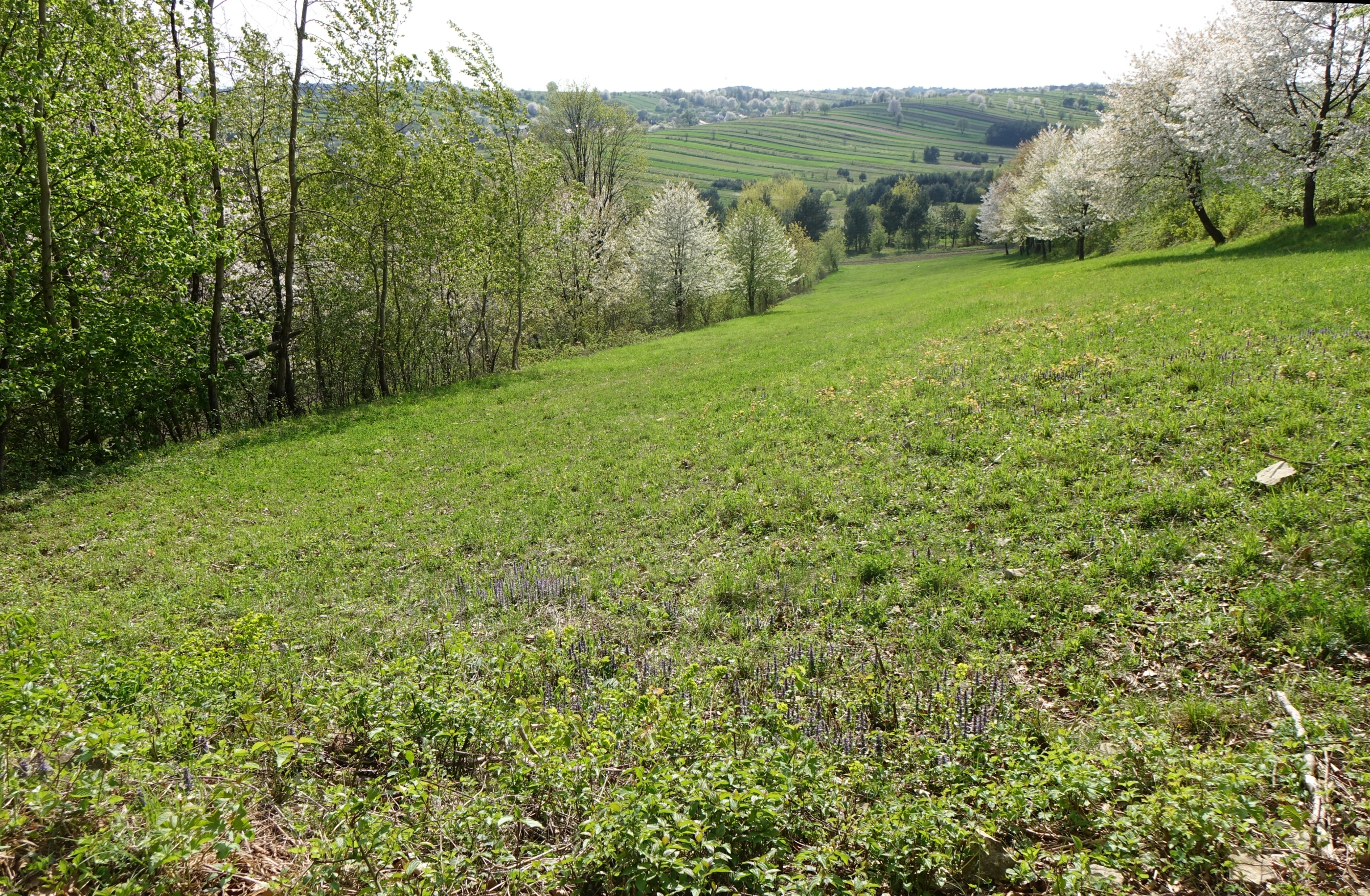
Widok z Bukowej Góry w kierunku Soch